# Thora Birch
Thora Birch (Los Angeles, Kalifornija, 11. ožujka 1982.), američka filmska glumica, rođena u glumačkoj obitelji. Otac joj je Jack Birch, glumac i producent, a majka glumica Carol Connors. Thorin mlađi brat Bolt Birch, rođen 1990., prvu ulogu zaigrao je 2000. godine.
Thora je ime dobila po skandinavskom bogu groma, Thoru, upravo zato što je rođena na četvrtak koji je pao na jedanaesti dan ožujka 1982. godine.
Prvu filmsku ulogu odigrala je pod imenom Thora odglumivši lik Molly Johnson u Purple People Eater iz 1988., a do 2010. zaredale su uloge u nekih četrdesetak filmova i serija. Poznatije su joj uloge Sally Ryan u Patriotskim igrama iz 1992., kao i u nastavku Neposredna opasnost iz 1994., zatim Jessie Barnes u filmu Aljaska iz 1996., Jane Burnham u filmu Vrtlog života iz 1999., te Liz Dunn, negativna uloga u filmu Sklonište straha (The Hole) iz 2001. godine.

## Vanjske poveznice
- Službene stranice  Arhivirana inačica izvorne stranice od 5. listopada 2011. (Wayback Machine) (engl.)
- Thora Birch (IMDb) (engl.)
- Thora Birch (AllRovi)[neaktivna poveznica] (engl.)